# Crowe River
Crowe River ist ein Fluss im Süden der kanadischen Provinz Ontario.
Er durchfließt die Countys Haliburton, Hastings, Northumberland und Peterborough in Süd-Ontario. 
Er ist ein linker Nebenfluss des Trent River und gehört zum Einzugsgebiet des Ontariosees. 

## Flusslauf
Der Fluss hat seinen Ursprung im Paudash Lake, den er am Paudash Lake Dam in südöstlicher Richtung verlässt. Dabei kreuzt er den Highway 28.
Er wendet sich später nach Südwesten.
Er durchfließt im The Gut Conservation Area eine 230 m lange, 30 m hohe und 5–10 m breite Schlucht.
Danach mündet der Green River von links in den Crowe River.
Der Fluss durchfließt den Tangamong Lake, nimmt den linken Zufluss Copeway Creek auf, durchfließt den Mud Turtle Lake und erreicht den Cordova Lake, der vom Cordova Lake Dam aufgestaut wird.
Nun erreicht er den Belmont Lake, in welchen auch der North River mündet.
Er verlässt den See bei Crowe River Bay im Osten über den Belmont Dam und erreicht den nahe gelegenen Crowe Lake. In diesen mündet auch der Beaver Creek.
Der Crowe River passiert Marmora, den Highway 7 sowie den Marmora Dam. 
Er fließt weiter in südwestlicher Richtung und erreicht die Callaghan's Rapids Conservation Area. 
Nun befindet sich der Crowe River in der Gemeinde Trent Hills in Northumberland County.
Er passiert den Allan Mills Dam, das Crowe Bridge Conservation Area und trifft bei Crowe Bay, oberhalb von Crowe Bay-Schleuse und -Damm, auf den Trent River.

## Einzugsgebiet
Der nördliche Teil des Einzugsgebiets ist dünn besiedelt und gehört zum Kanadischen Schild.
Bei Marmora trifft der Crowe River auf die Kalkstein-haltige Ebene der Großen Seen.
Nahe Allan Mills und Crowe Bridge tritt das Gestein des kanadischen Schild durch den Kalkstein zutage.
Das Einzugsgebiet des Crowe River umfasst etwa 2000 km².  

## Wirtschaft
Früher wurde der Fluss zum Flößen von Baumstämmen zu den Sägemühlen bei Marmora genutzt.
Mehrere kleine Wasserkraftanlagen liegen entlang des Crowe River.
Die Stromschnellen an den Kalksteinstufen in den Callaghan's Rapids und Crowe Bridge Conservation Areas sind beliebte Plätze für Kajak-Fahrer im Frühjahr sowie für Schwimmer während der Sommermonate. 